# Chai Vdvoyom
Chai Vdvoyom, a menudo transcrito como Chay Vdvoëm, (Чай вдвоём, Té para dos en ruso), fue un dúo de música pop ruso. 
Sus dos integarantes son Denís Kliaver (Денис Клявер) y Stas Kostiushkin (Стас Костюшкин). Denís Kliaver es originario de la ciudad de Leningrado (hoy San Petersburgo) y es quien compone las música de las canciones. Stas Kostiushkin nació en Odesa, (entonces parte de la URSS y hoy en Ucrania) y se encarga de la parte lírica del dúo. 
El dúo se formó en 1994 y desde entonces han gozado de aceptación por parte del público ruso y de otras regiones donde la música pop rusa tiene aceptación. 
El tipo de música que interpretan es pop, con algunas incursiones de baladas y algunos temas bailables. Su tema День рождения (Den' rozhdeniya - Día de cumpleaños) fue de los más populares y vendidos en su natal Rusia en el año 2004.
En el año 2006 fueron presentadores de los premios MTV Russian Music Awards junto con el rapero Seryoga. En el mismo año realizaron una gira de conciertos por la Federación Rusa.

## Discografía
- 2007 - Прости (Perdona)
- 2005 - Вечернее чаепитие (Vecherneye Chayepitie - El té de la tarde)
- 2004 - Утреннее чаепитие (Utrenneye Chayepitie - El té de la mañana)
- 2004 - 10 тысяч слов о любви (10 tysiach slov o liubi -10 mil palabras sobre el amor)
- 2002 - Ласковая моя (Laskovaya moya - Tierna mía)
- 2000 - Неродная (Nerodnaya - Forastera)
- 1999 - Ради тебя (Radi tebia - Feliz por ti)
- 1998 - Попутчица (Poputchitsa - Compañera de viaje)
- 1997 - Я не забуду (Ya ne zabudu - No lo ignoraré)